# 笹原圭一
笹原 圭一（ささはら けいいち、1967年9月16日 - ）は、日本の総合格闘技イベントDREAMの元プロデューサー、元株式会社リアルエンターテインメント代表。愛知県豊田市出身。元ドリームステージエンターテインメント広報局長。現在は総合格闘技団体『RIZIN』の広報担当。

## 来歴
国立大学に7年間在籍し、名古屋市のカプセルホテルに就職。

### PRIDE
3年後に転職したイベント制作会社H2Oが東海テレビ事業の榊原信行とともに『高田延彦 vs.ヒクソン・グレイシー』を実現するための格闘技イベントのプロジェクトに参加したことから、総合格闘技イベントPRIDEの実行委員会組織KRSに参加した。その後、1999年に発足したPRIDEを運営する企業ドリームステージエンターテインメント（DSE）に加わり、以後、2007年まで同社で広報局長を務めた。
2004年にDSEがプロレスイベント『ハッスル』を開始すると、ハッスル事業主任も担当。当初は広報として記者会見を担当していたが、同年6月からは、プロレスのストーリー上のギミックとして、ハッスルの初代ゼネラルマネージャー（GM）を担当。オープニングに赤いジャケットとサングラスで登場して観客に挨拶し、新日本プロレスの蝶野正洋を真似て、「アイアムGM」と決め台詞を言うのがお約束だった。ハッスルGMの座は、2005年9月8日の「ハッスル・ハウスvol.9」で行われた「ハッスル総選挙」で元新日本プロレス社長の草間政一に奪われ、同年10月からはエージェントのケイ・ササハラとしてハッスルのストーリーに関わっていたが、その後、ハッスルからは徐々にフェードアウトしていった。
DSE在籍中の2004年、映画『実写版 まいっちんぐマチコ先生 THE MOVIE Oh! コスプレ大作戦』で俳優に挑戦。黒幕という大役を演じた。
2007年にPRIDEの運営会社であるDSEがUFCのオーナーであるロレンゾ・フェティータに買収され、DSEのスタッフとともに新たにPRIDEを運営するPRIDE FC WORLDWIDEに移籍した。UFCとPRIDEが交わした契約は「PRIDEを開催し続ける」契約だったことから引き続き広報を担当していたが、UFCがPRIDEを開催することは無くPRIDEの選手達を吸収し始め、UFCの親会社のズッファが10月に突如同社の事務所を閉鎖して笹原ら全PRIDEスタッフを一斉解雇。PRIDEは事実上の消滅となった。
これを受けて、フリーとなった笹原らは同年大晦日に、旧DSEスタッフと共に『やれんのか! 大晦日! 2007』の実行委員会を結成。UFCからの制約によりPRIDEの名前や演出などは使えないため、高田延彦のセリフをタイトルに使った一夜限りの総合格闘技イベント『やれんのか! 大晦日! 2007』を開催することで、PRIDEのけじめの大会、PRIDEの最後の大会とした。

### DREAM
2008年から、立ち技格闘技イベントK-1を運営するFEGと旧DSE勢が合同して新たな総合格闘技イベントDREAMを立ち上げ、笹原がイベントプロデューサーに就任。DREAMの制作を行う会社として同年2月に設立された株式会社リアルエンターテインメントの代表も務めた。

### RIZIN
2015年10月、PRIDE・DREAMの後継団体である、総合格闘技団体『RIZIN』がPRIDEのCEOであった榊原信行によって立ち上げられ、笹原は実質的にNo.2のポジションであると共に、RIZINの広報担当となった。

## 出演
- 映画『実写版 まいっちんぐマチコ先生 THE MOVIE Oh! コスプレ大作戦』（超教育委員会山岡委員長）